# قضیه
قضیه یا فَربین (به انگلیسی: Theorem)، در ریاضیات، گزاره‌ای است که بر پایه ‌گزاره‌های پیشین مثل سایر قضایا یا تئوری‌ها، گزاره‌هایی که به‌صورت کلی و عام پذیرفته شده‌اند، مثل «اصل موضوع»، اثبات شده‌است. اثبات قضیهٔ ریاضی، استدلالی منطقی برای گزارهٔ مطرح‌شده در قضیه است که در توافق با قوانین موجود در روش (سیستم) استقرایی، می‌باشد.
اثبات تئوری اغلب برای توجیه درستی گزاره قضیه تفسیر و مطرح می‌شوند. با توجه به اثبات قضایای ریاضی بر اساس نیاز، مفهوم و تصور کلی یک قضیهٔ ریاضی اساساً استقرایی است که در تضاد با مفهوم یک نظریه (قضیه) علمی - که بر اساس تجربه و آزمایش است - می‌باشد. 
بسیاری از قضایای ریاضی، گزاره‌های شرطی هستند. در این مورد، اثبات از نتیجه گرفته شده از فرض قضیه استنباط می‌شود. با توجه به تعبیر و تفسیر اثبات به عنوان توجیه یک درستی، استنتاج اغلب به منظور نتیجه لازم و ضروری فرض قضیه دیده می‌شود. به عبارت دیگر، استنتاج با توجه به فرضیاتی که درست هستند، بدون هیچ فرض اضافه‌تر، صحیح می‌باشد. به هر حال، گزاره‌های شرطی با توجه به مفاهیمی که به قوانین استنتاج و نمادهای شرطی اختصاص داده شده‌اند، می‌توانند به‌طور متفاوت در روش (سیستم) استقرایی تفسیر و مطرح شوند. 
اگر چه آن‌ها می‌توانند به‌صورت کاملاً نمادین نوشته شوند، برای مثال در حساب گزاره‌ای قضایا اغلب در زبان طبیعی مانند انگلیسی بیان می‌شوند. همان اثبات درست است که به عنوان منطقی سازماندهی شده و استدلالی رسمی نوشته شده، قصد دارد که خواننده را بر درستی گزاره فارغ از هرگونه شکی متقاعد کند. این استدلال‌ها برای بررسی معمولاً آسان‌تر است نسبت به آن‌هایی که کاملاً نمادین هستند. در واقع بسیاری از ریاضی‌دانان که صورتی از اثبات را بیان کردند که نه‌تنها درستی قضیه را بیان می‌کند، بلکه به گونه‌ای توضیح می‌دهد که چرا قضیه صحیح می‌باشد. در بعضی حالات یک تصویر می‌تواند برای اثبات یک قضیه کافی باشد. از آنجایی که قضایا در هستهٔ ریاضیات گنجانده شده‌اند، آن‌ها مرکز زیبایی ریاضیات نیز شناخته می‌شوند. قضایا اغلب با کلماتی از جمله "بدیهی"، "دشوار "، "عمیق"، یا حتی "زیباً توصیف می‌شود. این قضاوت‌های ذهنی نه تنها از شخصی به شخصی دیگر بلکه در زمان‌های مختلف نیز تفاوت دارد. برای مثال چنانچه یک اثبات ساده شده باشد یا قابل فهم شده باشد یک قضیه که زمانی دشوار تلقی می‌شد ممکن است به یک قضیهٔ بدیهی تبدیل شود. از سوی دیگر، یک قضیهٔ عمیق ممکن است به سادگی بیان شود، اما اثبات آن ممکن است اتصال شگفت‌انگیز و ظریف بین مناطق مختلف ریاضیات را شامل شود. آخرین قضیه فرما مثال خوبی برای این گونه از قضایاست. 

## حساب رسمی قضایا
به‌طور منطقی بسیاری از تئوری‌ها به صورت مشروط نشان داده می‌شوند: اگر آ آنگاه ب.
ب را اثبات نمی‌کند مگر ب نتیجه لازم برای آ باشد. در این حالت آ را فرضیه و ب را نتیجه می‌نامند. این قضیه
یک قضیه باید با صراحت بیان شود تا به عنوان یک گزاره رسمی شناخته شود. با این وجود، نظریه‌ها معمولاً در زبان طبیعی، و نه در یک فرم کاملاً نمادین بیان می‌شود، با این هدف که خواننده می‌تواند یک گزاره رسمی تولید کند.
این در ریاضیات متداول است که تعدادی از فرضیه‌ها را در یک زبان داده شده انتخاب کنند و اعلام کنند که این نظریه شامل تمام اظهارات قابل اثبات از این فرضیه‌ها می‌باشد. این فرضیه‌ها اساس بنیادین قضایا را تشکیل می‌دهد که اصل موضوع نامیده می‌شود. رشته ریاضیات به عنوان مطالعات تئوری اثبات زبان رسمی، اصول موضوع و ساختار اثبات‌ها است.
بعضی قضایا بدیهی هستند به این معنا که به‌طور واضحی از تعاریف، اصول موضوع و سایر قضایا نتیجه‌گیری شده‌اند و نکته شگفت‌آوری را شامل نمی‌شوند. از سویی دیگر بعضی از قضایا عمیق اند زیرا ممکن است اثبات آن‌ها طولانی یا دشوار باشد یا این که شامل زمینه‌های مختلف ریاضیات می‌باشد و ارتباط شگفت‌آوری را بین زمینه‌های متمایز ریاضیات را مشخص کند. همچنین یک قضیه ساده در عین حال می‌تواند عمیق و پیچیده باشد. قضیه آخر فرما مثال خوبی برای این گونه قضایاست؛ و بسیاری از نمونه‌های دیگر از قضایای عمیق ساده در نظریه اعداد و ترکیبیات وجود دارد.
برخی قضایا اثبات‌های شناخته شده‌ای دارند که به راحتی قابل پیاده‌سازی نیست. برجسته‌ترین نمونه قضیه چهار رنگ و حدس کپلر است. هر دو قضیه طی یک جستجوی محاسباتی که بعدها توسط یک برنامه کامپیوتری تأیید شد اثبات شده‌اند. در ابتدا، بسیاری از ریاضیدانان این شکل از اثبات را قبول نمی‌کردند، اما به‌طور گسترده‌ای پذیرفته می‌شدند. ریاضیدان Doron Zeilberger حتی اظهار داشت که این نوع از اثبات، اثباتی باطل است.
بسیاری از قضایای ریاضی را می‌توان به محاسبات ساده‌تر کاهش داد، از جمله چندجمله‌ای، مثلثاتی و هویت فوق هندسی.

## اثبات‌پذیری و قضیه هود
برای انتشار یک گزاره ریاضی به عنوان قضیه، اثبات لازم است، یعنی یک خط از دلایل با توجه به اصل موضوعه در سیستم (و سایر، قضایای تقریباً انتشار یافته) باید برای گزاره داده شده نشان داده بشود. هر چند، اثبات تقریباً جدا از گزاره قضیه به حساب می‌آید. اگر چه بیش از یک اثبات ممکن است برای یک قضیه وجود داشته باشد اما یک اثبات لازم است که وضعیت گزاره به عنوان قضیه را انتشار بدهد. نظریه فیثاغورث و قانون معادله درجه دوم با تعداد بسیاری از اثبات‌ها می‌توانند عنوان قضیه را به خود بگیرند.

## رابطه با نظریه‌های علمی
قضایا در ریاضی و نظریات در علوم اساساً از نظر معرفت‌شناسی متفاوت هستند. یک نظریه علمی نمی‌تواند اثبات شود؛ صفت کلیدی آن ابطال است؛ یعنی پیش‌بینی‌هایی دربارهٔ جهان طبیعی می‌کند که با آزمایش‌ها قابل آزمایش است. هرگونه عدم توافق بین پیش‌بینی و آزمایش، نادرستی نظریه علمی یا حداقل محدود بودن دقت و دامنه اعتبار آن را نشان می‌دهد. قضایای ریاضی، به عبارتی دیگر، به‌طور محض چکیده‌ای از گزاره‌های صوری هستند: اثبات یک قضیه نمی‌تواند شامل آزمایش و سایر سندهای تجربی به همان صورت که برای اثبات نظریه‌های علمی به کار می‌رود، باشد.
با این حال، درجه‌هایی از تجربه گرایی و جمع‌آوری داده‌هایی که در کشف قضیه‌های ریاضی شرکت داشتند، وجود دارند. با انتشار یک الگو، بعضی مواقع با استفاده از کامپیوتر قدرتمند، ریاضیدان‌ها ممکن است ایده‌ای از آنچه می‌خواهند اثبات کنند، و در بعضی موارد، برنامه‌ریزی برای چگونگی راه در مورد آنچه می‌خواهند اثبات کنند داشته باشند. برای مثال، حدس کلتز برای شروع اعداد تا حدود ۲٫۸۸ *۱۰۱۸ تأیید شده‌است. فرضیه ریمن برای ۱۰ تریلیون صفر تابع زتا تأیید شده‌است. هیچ‌یک از این گزاره‌ها اثبات شده به حساب نمی‌آیند.
چنین شواهدی اثبات را تشکیل نمی‌دهند. برای مثال، حدس مرتنز گزاره‌ای است دربارهٔ اعداد طبیعی که الان می‌دانیم غلط است اما هیچ مثال نقضی شناخته نشده‌است (عدد طبیعی n برای تابع M(n) که برابر ریشه دوم n است). تمام اعداد کمتر از ۱۰۱۴ خاصیت مرتنز را دارند و کوچکترین عددی که این خاصیت را ندارد تنها معلوم است که از تابع نمایی عدد 1.59x1040 که تقریباً برابر ۱۰ به توان ۴٫۳*۱۰۳۹ کمتر می‌باشد. چون تعداد ذرات در جهان به‌طور کل کمتر از ۱۰ به توان ۱۰۰ به حساب می‌آیند، امیدی نیست که یک مثال نقض با جستجوهای خسته‌کننده پیدا بشود.
در نظر داشته باشید که کلمه نظریهدر ریاضیات نیز وجود دارد؛ برای معنی کردن اصل موضوع ریاضیات، تعاریف و قضایا مثلاً در قضیه گروه. چندین قضیه در علوم به ویژه فیزیک و در مهندسی وجود دارد اما آن‌ها اغلب گزاره‌ها و اثبات‌هایی دارند که در فرضیات فیزیکی و شهود نقش مهمی ایفا می‌کند؛ قاعده کلی فیزیکی برای چنین قضایایی بر این پایه هست که خودشان باطل هستند.

## واژه‌شناسی
تعدادی از واژه‌های مختلف برای عبارات ریاضی وجود دارد که این واژه‌ها گزاره‌ها را بیان می‌کنند. استفاده از بعضی لغات ممکن است به صورت قرار دادی باشد و گاهی معانی لغات تکامل می‌یابد.
اصل یا اصل موضوع گزاره‌ای است که بدون اثبات پذیرفته می‌شود و به عنوان اساسی برای موضوع است. از لحاظ تاریخی این به عنوان «بدیهی» در نظر گرفته شده‌است، اما اخیراً آن‌ها فرضی در نظر گرفته می‌شوند که موضوع مطالعه را مشخص می‌کند. در هندسه کلاسیک، اصول موضوعه بیانیه‌های عمومی هستند در حالی که اصول موضوعه اظهاراتی در مورد اشیاء هندسی می‌باشد.
گزاره(پیشنهاد) یک اصطلاح عمومی است برای قضایایی که از اهمیت کمتری برخوردارند. این واژه گاهی اوقات یک بیانیه متضمن با یک اثبات ساده است در حالی که واژه قضیه هنگامی استفاده می‌شود که نتیجه مهم یا اثبات دشوارتری در کار باشد.
لم یک کمک قضیه است. یک گزاره با کاربرد کمی که بخشی از یک اثبات طولانی را تشکیل می‌دهد. در برخی موارد که اهمیت نسبی بعضی قضایا روشن شد و گزاره‌ای که در گذشته لم نامیده می‌شد قضیه نام گرفت اما واژه لم هم چنان باقی ماند.
نتیجه فرعی یا استنباط گزاره‌ای است بدون اثبات یا با اثباتی کم که از قضیه دیگر یا یک تعریف نتیجه‌گیری شده‌است.
عکس قضیه گزاره‌ای است که با معکوس کردن یک قضیه و اثبات آن بدست می‌آید.
همچنین لغاتی وجود دارند که کمتر استفاده می‌شوند که به‌طور معمول به اظهارات اثبات شده متصل اند:
تطابق، که برای قضایایی که برای بیان برابری دو عبارت ریاضی است مورد استفاده قرار می‌گیرد.
حکم که برای قضایایی که با فرمول منتشر می‌شود مورد استفاده قرار می‌گیرد؛ و هم چنین کلماتی دیگر از جمله قانون و قاعده و ...

## ترتیب و طرح بندی (مراحل)
یک قضیه و اثبات آن به‌طور معمول به صورت زیر دارای ترتیب هستند:
قضیه (اسم شخص اثبات‌کننده و سال کشف، اثبات یا نشر آن)
جملات یک قضیه (معمولاً گزاره گفته می‌شود)
اثبات
توضیح اثبات
نشان خاتمه
انتهای اثبات ممکن است با حروف Q.E.D.(quod erat demonstrandum) علامت‌گذاری شود یا با یکی از علامات "□" یا "∎" به معنی پایان اثبات می‌باشد که به وسیله پائول هالموس به دنبال موارد استفاده آن‌ها در مقالات مجلات معرفی شد.
سبک دقیق بستگی به نویسنده یا انتشارات دارد. بسیاری از انتشارات، ساختارها یا ماکروهایی برای حروف چینی در سبک‌های خانگی فراهم می‌کنند.
در یک قضیه معمول آن است که به وسیلهٔ تعاریفی، مفهوم دقیق شرایط و اصطلاحات استفاده شده در قضیه را شرح می‌دهند، مقدم بشوند. همچنین معمول است که یک قضیه به وسیلهٔ تعداد گزاره‌ها یا لم‌ها که در اثبات استفاده شده‌اند، مقدم بشوند. هر چند، لم‌ها معمولاً در اثبات قضیه جا داده می‌شوند، چه همراه با اثبات‌های تودرتو یا چه همراه با اثبات‌های ارائه شده بعد از اثبات اصلی قضیه.
استنباط‌ها یا نتایج یک قضیه یا بین قضیه و اثبات مطرح می‌شود یا مستقیماً بعد از اثبات. بعضی اوقات، استنباط‌ها اثبات‌هایی برای خودشان دارند که توضیح می‌دهند چرا در اثبات قضیه استفاده شده‌اند.

### تاریخچه
تخمین زده شده‌است که بیش از یک چهارم یک میلیون قضیه، هر سال اثبات می‌شود.
جمله معروف "ریاضیدان دستگاهی است برای تبدیل قهوه با قضیه هاً که احتمالاً از آلفرد رنیی می‌باشد؛ اگرچه اغلب به همکار رنیی، پائول اردوس، کسی که به خاطر تعداد زیادی قضیه، تعداد و میزان همکاری‌هایش، و نوشیدن قهوه، مشهور بوده‌است، نسبت داده شده‌است (رنیی ممکن است در تفکر مانند اردوس بوده باشد)
رده‌بندی گروه‌های متناهی ساده توسط برخی در نظر گرفته شده‌است که طولانی‌ترین اثبات یک قضیه می‌باشد که ده‌ها هزار صفحه در ۵۰۰ مقاله ژورنال‌ها به وسیلهٔ ۱۰۰ نویسنده را دربرداشته‌است. این برگه‌ها با هم بر این باور بودند که یک اثبات کامل ارائه دهند و چندین پروژه در حال پیشرفت نیز امید دارند که این اثبات را ساده‌تر کنند. قضیه دیگر از این نوع، قضیه ۴ رنگ می‌باشد که اثبات انجام شده توسط کامپیوتر آنقدر طولانی است که امکان خواندن برای افراد وجود ندارد. دقیقاً طولانی‌ترین اثبات شناخته شده قضیه‌ای که گزاره آن به سادگی توسط یک شخص عام فهمیده می‌شود.

## قضایا در منطق
منطق، به ویژه در زمینه اثبات قضیه، قضایا را همانند جملات و گزاره‌های یک زبان رسمی به حساب می‌آورد (که به آن فرمول گفته می‌شود). گزاره‌های یک زبان رشته‌های نمادها هستند و ممکن است به‌طور گسترده به حرف‌های پوچ و فرمول‌های خوش فرم تقسیم شوند. مجموعه‌ای از قوانین قیاس، که قانون تبدیل و دگرگونی یا قانون استنتاج نیز گفته می‌شود، باید فراهم گردد. این قوانین دقیقاً بیان می‌کند که چه هنگام یک فرمول می‌تواند از مجموعه‌ای از فرضیات قبلی مشتق شود. مجموعه فرمول‌های خوش فرم ممکن است به‌طور گسترده به قضایا و غیرقضایا تقسیم شوند. هر چند، با توجه به هافستادتر، یک سیستم صوری، اغلب به‌طور خیلی ساده فرمول‌های خوش فرم را مانند قضایا تعریف می‌کند.
مجموعه‌های متفاوت قوانین استنتاج به تفاسیر گوناگونی از آن چیزی ختم می‌شود که به معنای بیانی یک قضیه است.
بعضی از قوانین استنتاج و زبان‌های صوری بر آن شده بودند که استدلال ریاضیاتی به دست آورند؛ رایج‌ترین مثال مورد استفاده منطق مرتبه اول می‌باشد. سایر روش‌های استنتاجی مدت و شرایط بازنویسی را توضیح می‌دهد. مانند قوانین کاهش برای حساب لاندا.
تعریف قضیه‌ها به عنوان عناصر زبان صوری نتایج اثبات قضیه را قادر می‌سازد که ساختار اثبات‌های صوری و فرمول‌های قابل اثبات را مورد مطالعه و بررسی قرار دهد. معروف‌ترین دست‌آورد، قضیه ناتمامیت گودل می‌باشد؛ با نشان دادن قضایا دربارهٔ تئوری اعداد اساسی به عنوان بیانی در زبان صوری، و سپس نشان دادن این زبان همراه باخود نظریه اعداد، گودل مثال‌هایی از گزاره‌هایی پدید آورد که با توجه به اصل موضوعه نظریه اعداد نه قابل اثبات هستند نه غیرقابل اثبات.
یک قضیه ممکن است در زبان صوری بیان شود. یک قضیه صوری، به‌طور محض، نظیر صوری قضیه است. در کل، یک قضیه صوری نوعی از فرمول خوش فرم هست که شرایط نحوی و معین منطقی را راضی می‌کند. مفهوم {\displaystyle \vdash } {\displaystyle S}اغلب استفاده می‌شود برای آنکه نشان بدهد {\displaystyle S} یک قضیه است.
قضایای صوری از فرمول‌های زبان صوری و قوانین ترکیب روش صوری تشکیل شده‌است. به خصوص، یک قضیه صوری همیشه آخرین فرمول یک استنتاج در بعضی روش‌های صوری است که هر کدام از فرمول‌ها یک گزاره منطقی است از فرمول‌هایی که قبلاً در استنتاج آمده‌اند. به فرمول‌های پذیرفته شده اولیه در استنتاج، اصل موضوعه آن می‌گویند و بر پایه‌ای هستند که قضیه استنتاج شده‌است. به مجموعه‌ای از قضایا، نظریه می‌گویند.
آنچه که قضایا را مفید و جالب ساخته آن است که آن‌ها می‌توانند به عنوان یک گزاره حقیقی مطرح بشوند و مشتقات (استنتاج‌های) آن‌ها ممکن است به عنوان اثبات درستی گزاره پایانی باشد. مجموعه‌ای از قضایای صوری ممکن است به عنوان نظریه صوری ارجاع داده شوند. قضیه‌ای که تفسیر آن گزاره‌ای درست دربارهٔ روش (سیستم) صوری است را قضیه متا می‌گویند.

### صرف و نحو
مقالات اصلی: صرف (منطق) و معناشناسی صوری (منطق)
مفهوم قضیه صوری اساساً نحوی است و در تضاد با مفهوم گزاره حقیقی است که معناشناسی را معرفی می‌کند. روش‌های استقرایی متفاوت می‌تواند سایر تفاسیر و تعابیر را با توجه به فرضیات قوانین استنتاج ثمر ببخشد (باور، توجیه و سایر شروط). خوش فکری یک روش صوری بستگی به این دارد که تمامی قضایای آن اعتبار دارد یا خیر. اعتبار فرمولی است که تحت هر تفسیر درست می‌باشد؛ مثلاً در گزاره‌های کلاسیک منطق، اعتبارها حشو و زائد هستند. یک روش (سیستم) صوری هنگامی به صورت معنایی کامل به حساب می‌آید که تمام حشوهای آن، خود نیز قضایایی هستند.

## استنتاج یک قضیه
مقاله اصلی: اثبات صوری
مفهوم قضیه به اثبات صوری آن، به‌طور خیلی نزدیک به آن مربوط شده‌است (استنتاج نیز می‌نامند). برای اینکه نشان بدهند استنتاج‌ها چگونه انجام می‌شوند، ما در یک روش (سیستم) صوری بسیار ساده شده عمل خواهیم کرد. فرض کنیم که حروف {\displaystyle {\mathcal {FS}}} از دو نماد A و B تشکیل شده‌است و قانون ترکیب آن برای فرمول برابر است با:
«هر رشته از نماد {\displaystyle {\mathcal {FS}}} که حداقل طول آن رشته سه است و دارای طول بینهایت نمی‌باشد»، یک فرمول است. هیچ چیز دیگری فرمول نیست.
تنها اصل موضوعه{\displaystyle {\mathcal {FS}}} برابر است با: ABBA
تنها قاعده استنتاج (قانون دگرگونی یا تبدیل) برای {\displaystyle {\mathcal {FS}}} برابر است با: هر رخداد A در قضیه، ممکن اس با رخداد رشته AB جایگزین شود و پی آمد آن یک قضیه می‌باشد.
قضایا در {\displaystyle {\mathcal {FS}}} طوری تعریف شده‌اند که با توجه به ان قواعد، یک پایانِ استنتاجی همراه با آن قاعده داشته باشند. برای مثال:
ABBA (به عنوان اصل موضوعه)
ABBBA (با اعمال قانون دگرگونی یا تبدیل)
ABBBAB (با اعمال قانون دگرگونی یا تبدیل)
یک استناج است؛ بنابراین "ABBBAB" یک قضیه {\displaystyle {\mathcal {FS}}} است. مفهوم حقیقت و درستی (یا نادرستی) نمی‌تواند به قاعده و فرمول "ABBBAB" اعمال شود مگر اینکه یک تفسیر و تعبیر برای نمادهای آن تعریف شود. در نتیجه در این مثال، قاعده و فرمول هنوز یک گزاره را ارائه و مطرح نمی‌کند اما صرفاً یک انتزاع پوچ می‌باشد.
دو اشتراک موجود در قضایای {\displaystyle {\mathcal {FS}}} عبارتند از:
هر قضیه با A شروع می‌شود
هر قضیه دقیقاً دارای دو A می‌باشد.